# Tómbola (juego)

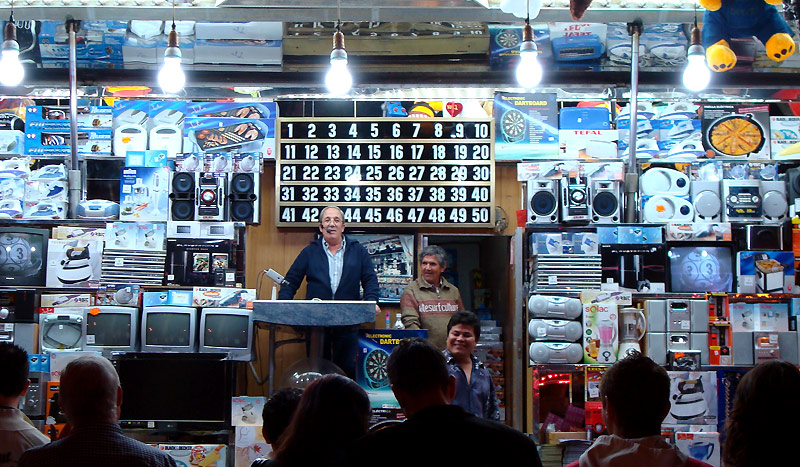
Típico establecimiento de feria o tómbola, en la que se sortean premios utilizando un sistema similar al bingo. Puesto de feria en Madrid.

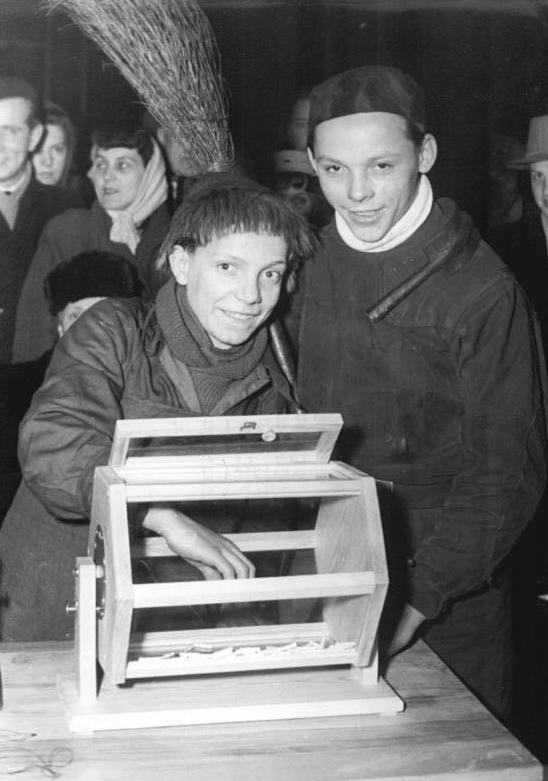
También se denomina tómbola al recipiente donde se insertan los números que participan en el juego. En la foto, un huérfano y un deshollinador extraen los números ganadores de una tómbola

La tómbola es un juego de feria que consiste en obtener todos los números en un cartón o papeleta previamente repartido que el dependiente, o feriante va cantando, a modo de bingo. Después si resulta que posee todos los números en su papeleta, se recompensa al jugador con un regalo o premio, que suele ir, dependiendo del número de acumulaciones de puntos, desde peluches a objetos del hogar, pasando por bicicletas, pequeños electrodomésticos y juguetes varios.
En Uruguay el mismo juego se vende de modo masivo con la denominación de su expresión local: La Tómbola y es regulado por el Ministerio de Economía y Finanzas (MEF) a través de la Dirección Nacional de Loterías y Quinielas (DNLQ) .